# المهرجانات الأثينية

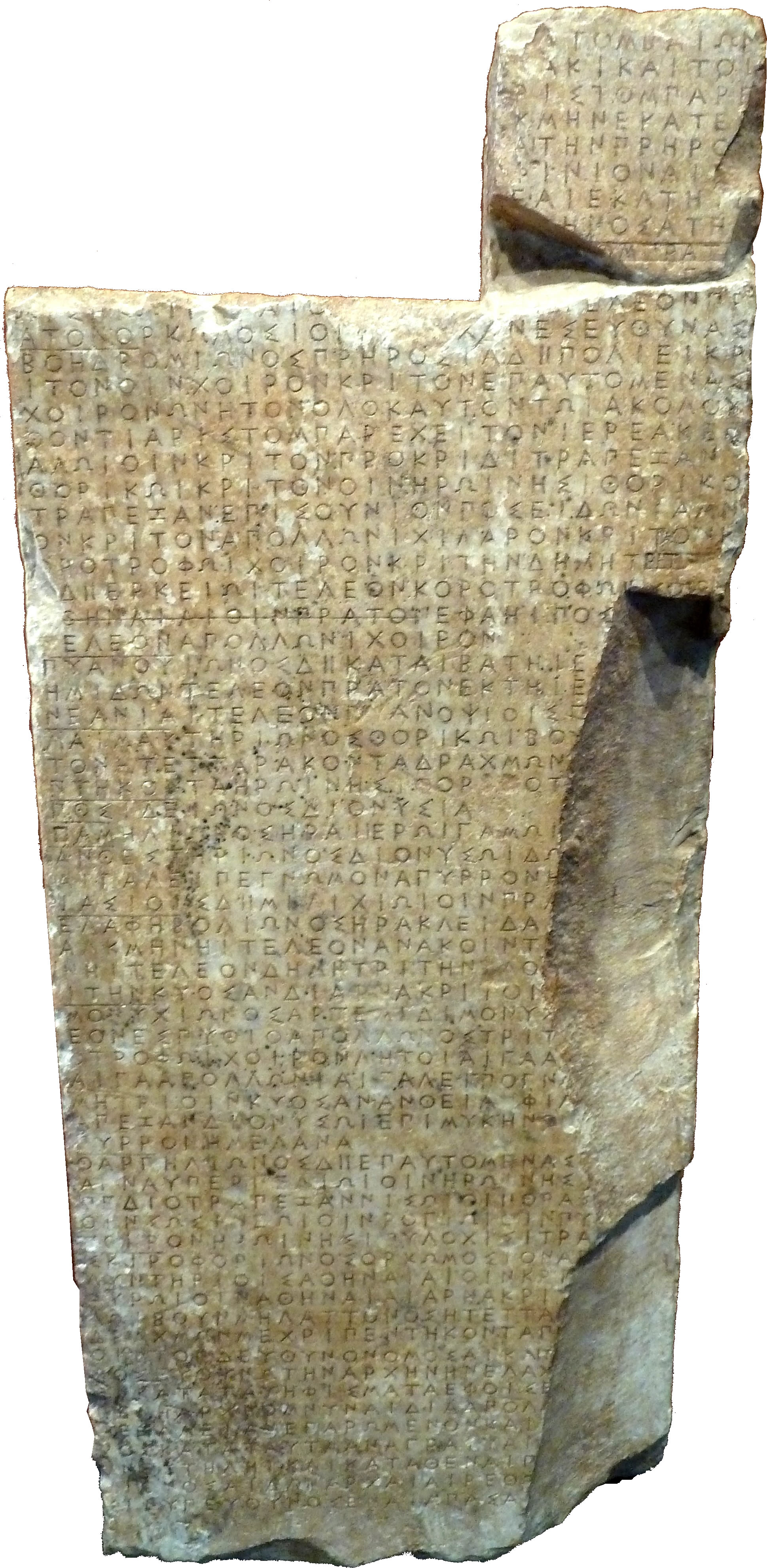

شمل جدول تقويم مهرجانات أثينا الكلاسيكية إقامة العديد من المهرجانات سنويًا، ويشمل ذلك المهرجات التي تُقام تكريمًا لأثينا، وديونيسوس، وأبولو، وأرتيميس، وديميتر، وبيرسفون، وهيرمس، وهيراكليس، كما أُقيمت مهرجانات أثينية أخرى عن العائلة، المرأة، المواطنة والتضحية.

## أثينا
كان «باناثينايا» أو مهرجان عموم أثينا (باليونانية القديمة: Παναθήναια)، أهم مهرجان لأثينا وواحدًا من أكبر المهرجانات في العالم اليوناني القديم بأكمله. يمكن لجميع سكان المدينة «بوليس» اليونانية –باستثناء العبيد منهم-المشاركة في المهرجان. يُعتقد بأن هذا العيد العريق كان احتفالًا بميلاد أثينا، وتكريمًا للآلهة حامية المدينة (إلهة الحكمة والقوة والحرب) «أثينا بولياس» (أثينا المدينة). حيث تجمّع الموكب قبل الفجر عند «بوابة ديبيلون» Dipylon gate في القِطاع الشمالي من المدينة. انطلق الموكب الذي يقوده الـ«كانيفوروس» إلى صخرة «أريوباغوس» وأمام معبد أثينا نيكه بالقرب من الـ«بروبيلايا» (الهيكل الذي يتشكّل منه مدخل المعبد)، والذي يُتاح لمواطني أثينا فقط عبوره ودخول «الأكروبوليس». مرّ الموكب من أمام معبد «البارثينون» وتوقّف عند مذبح أثينا العظيم أمام معبد «ارخيثون». كانوا ينسجون ثوب «البيبلوس» مخصصًا لأثينا كل أربع سنوات (ثوبٌ بطول الجسم كان يُحاك كملابس نموذجية للنساء في اليونان القديمة في الفترة الكلاسيكية).

## ديونيسيوس
كان ديونيسيا من أكبر المهرجانات الدينية في أثينا القديمة الذي يُقام تكريمًا للإله «ديونيسوس»؛ إله الخمر، كان الحدث الأساسي لهذا المرجان عندما يبلغ ذروته بعرض المسرحيّات التراجيدية، ومن عام 487 قبل الميلاد كانت تُعرض المسرحيّات الكوميدية. كان ديونيسيا ثاني أهم مهرجان بعد باناثينايا، وقد تضمّن مهرجانين مترابطين يُقامان بفترات مختلفة من العام وهما: مهرجان ديونيسيا الريفي، ومهرجان ديونيسيا المدينة. كانت هذه المهرجانات أيضًا جزءً أساسيًا من أَسرار ديونيزيان أو المسارية الإغريقية.
اللينايا (باليونانية القديمة: Λήναια)، كان مهرجانًا سنويًا يُقام مع مسابقة درامية، لكنّه كان أحد أصغر المهرجانات في أثينا و«إيونيا» في اليونان القديمة. أقيم اللينايا في أثينا تكريمًا لِ «ديونيسوس لينايوس» في الشهر الإغريقي «جاميليون» والذي يُعادل تقريبًا شهر يناير. وربما تعود تسمية «لينايا» من ليناي، اسم آخر «للميناد»؛ عابدات ديونيسوس.
كانت «أنثيستيريا» واحدة من المهرجانات الأثينية الأربعة المُقامة تكريمًا ل ديونيسوس (تُسمى المهرجانات مجتمعةً ديونيسيا)، حيث كانت تُقام سنويًا لمدة ثلاثة أيام بدءً من الحادي عشر وحتى الثالث عشر من شهر «أنثستيريون» (تقابل هذه الأيام فترة اكتمال القمر بين شهري يناير وفبراير)؛ وكان مسبوقًا بمهرجان «لينايا». وفي قلب احتفاليات مهرجان شرب النبيذ هذا الاحتفال بالنبيذ المُعتّق والمُخزن من موسم صنع النبيذ السابق، حيث تُفتح جرار بيثوي (Pithoi) التي تحتويه بمراسم احتفالية، وكذلك بداية الربيع. كان الأثنييون في العصر الكلاسيكي يُدركون بأن المرجان قديم جدًا، حيث يُشير والتر بوركيرت (عالم ميثولوجيا إغريقية) إلى أن الانعكاس الأسطوري لهذا هو تسليم الملك الأتيكي المؤسس ثياسوس لأريادني إلى إله الخمر ديونيسوس، ولكن لم يعد يُعتبر هذا كإشارة موثوقة على أن المهرجان قد احتُفِل به في عهد الملك مينوس. وبما أنه قد احتُقِل بالمهرجان من قِبل أثينا وكل المدن الإيونية، فإنه من المفترض أن يكون قد سبق الهجرات الإيونية في أواخر القرن الحادي عشر أو أوائل القرن العاشر قبل الميلاد.